# Hutton Roof (Eden)
Hutton Roof is een dorpje nabij Penrith in het Engelse graafschap Cumbria. Het maakt deel uit van de civil parish Mungrisdale in het district Eden.
Het voormalige landhuis 'Thwaite Hall' heeft een inscriptie over verbouwing in 1555 en modernisering in 1876. Het pand heeft een vermelding op de Britse monumentenlijst.